# Карас, Отмар
Отмар Карас (нем. Othmar Karas; род. 24 декабря 1957, Ибс-ан-дер-Донау) — австрийский политик. Первый заместитель председателя Европейского парламента с 18 января 2022 года по 16 июля 2024 год, депутат Европарламента от Австрийской народной партии с 1999 года по 2024 год.

## Образование
Окончил Венский университет в 1996 году, получил степень магистра философии. Защитил диссертацию в университете Санкт-Галлена в 1997 году.

## Карьера
Начинал политическую карьеру в союзе студентов Австрии. С 1979 года на разных должностях в Австрийской народной партии. С 1999 года в Европарламенте.
Занимался в разные годы банковским, страховым делом, политическими консультациями, преподавал в университете.

### Австрийская народная партия
В 1981—1990 годах председатель молодёжного крыла Австрийской народной партии. В 1995—1999 годах генеральный секретарь партии.
В 1983—1990 годах был депутатом Национального совета Австрии шестнадцатого и семнадцатого созывов от Австрийской народной партии.

### Европарламент
С 1999 года депутат Европарламента от Австрийской народной партии в фракции Европейская народная партия. C 2012 по 2014 был среди четырнадцати избранных вице-президентов Европарламента.
18 января 2022 года избран первым заместителем председателя Европарламента.

## Личная жизнь
Женат на Кристине Вальдхайм (в замужестве Карас-Вальдхайм), дочери бывшего австрийского президента и генсека ООН Курта Вальдхайма. Имеет сына.